# Stoc
Ne doit pas être confondu avec STOC, Stok, Stroke, Stokes, Stock (homonymie) ou Stoke.
Stoc était une enseigne de grande distribution, utilisée pour des supermarchés appartenant ou étant affiliés aux Comptoirs modernes, rachetés en 1998 par Carrefour.

## Communication
Elle avait pour slogan « Chez stoc, un client c'est sacré ».

## Historique
L'enseigne Stoc est fondée en 1967 par la famille Badin-Defforey, dont faisait partie Denis Defforey, cofondateur du groupe Carrefour. Elle était utilisée dans la région Rhône-Alpes et les magasins étaient approvisionnés à partir de Saint-Sorlin-en-Bugey, près de Lagnieu.

Ancien logotype de Stoc

Après être devenue une filiale des Comptoirs modernes, l'enseigne Stoc est étendue en 1981 à l'ensemble du réseau français.
En 1992, les magasins à enseigne Major, appartenant à Major-Unidis, dont les Comptoirs Modernes sont propriétaires depuis 1990, adoptent l'enseigne Stoc. En 1998, c'est au tour des supermarchés PG de prendre l'enseigne Stoc à la suite de la cession de cette première aux Comptoirs modernes.
Fin 1998, Les Comptoirs modernes travaillent alors avec 490 supermarchés à l'enseigne Stoc dont 89 affiliés.
En novembre 1998, le groupe Carrefour prend le contrôle de la société Comptoirs modernes S.A. En 1999, à la suite de la fusion avec Promodès, la totalité du parc de supermarchés passe sous l'enseigne Champion.